# Assedio di Gassan-Toda (1565-1567)
Dopo la morte di Amago Haruhisa nel 1562, le fortune degli Amago diminuirono e nel 1564 Mōri Motonari iniziò la conquista della provincia di Izumo.
I primi tentativi dei Mōri di assaltare Gassan-Toda fallirono, quindi iniziò a catturare i forti Amago nella provincia nel tentativo di isolare la roccaforte. Il principale tra questi avamposti fu Shiraga, che cadde alla fine del 1564 nonostante gli sforzi di Yoshihisa per fornire aiuto. Motonari riprese quindi l'assedio di Gassan-Toda nel 1565, e alla fine dell'anno le forniture e il morale all'interno del castello erano in calo. Ciò fu accentuato dalla decisione di Motonari di rifiutare i disertori, politica volta a ridurre i prodotti alimentari di Gassan-Toda il più rapidamente possibile. Yoshihisa rese la sua situazione ancora più difficile uccidendo Uyama Hisanobu per sospetto di tradimento, in seguito rivelato errato. Questo danneggiò ulteriormente il morale e quando Motonari revocò il divieto di accettare disertori, fuggirono a migliaia di difensori affamati.
Nel gennaio del 1566 Yoshihisa si arrese definitivamente e gli fu permesso di andare in esilio.